# IC 4130
IC 4130 је лентикуларна галаксија у сазвјежђу Береникина коса која се налази на листи објеката дубоког неба у Индекс каталогу.
Деклинација објекта је + 19° 16' 16" а ректасцензија 13h 3m 46,6s. Привидна величина (магнитуда) објекта IC 4130 износи 16,5 а фотографска магнитуда 17,5. IC 4130 је још познат и под ознакама MCG 3-33-24, PGC 97416, PGC 45103.